# Juno (ruimtesonde)

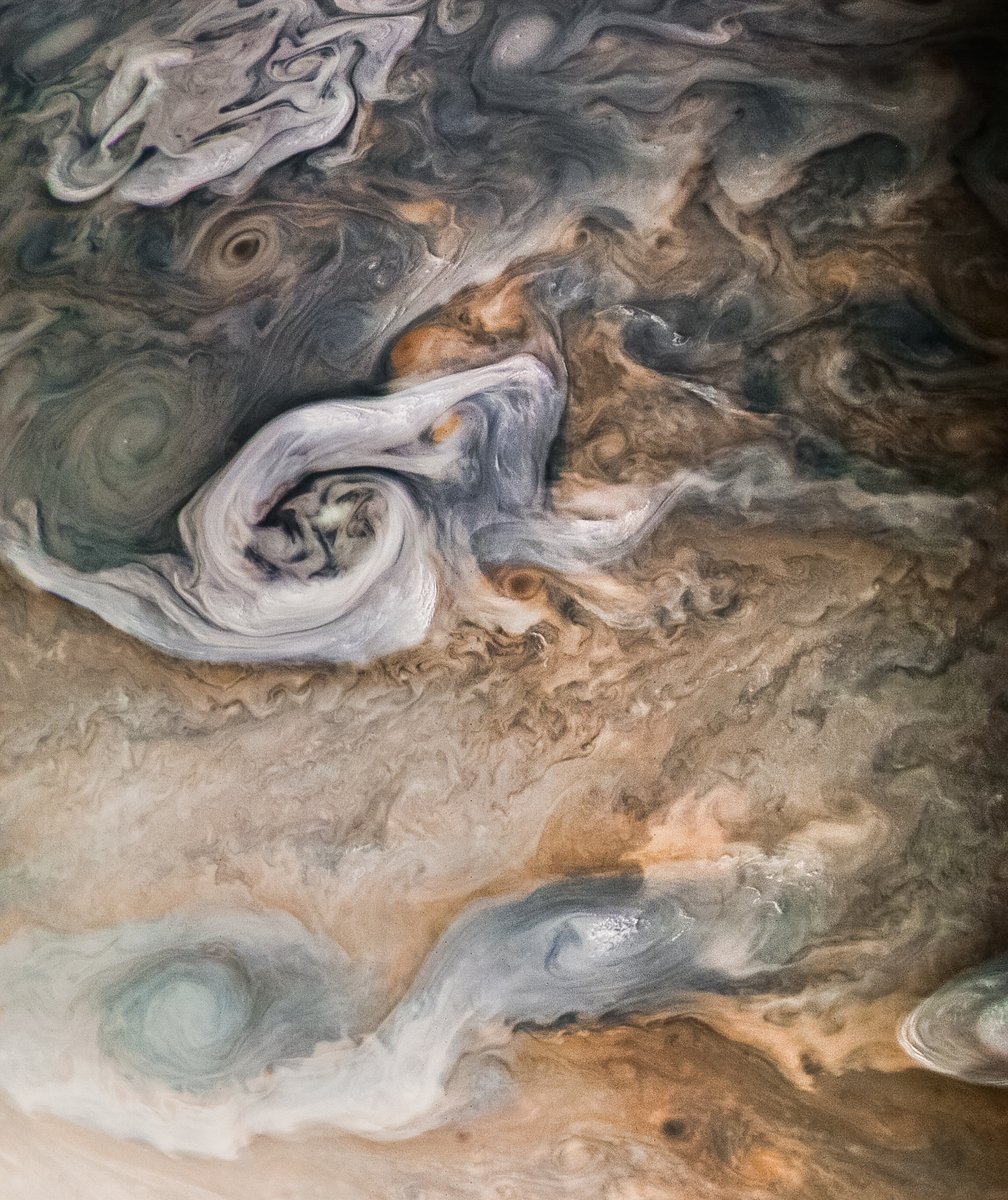
Een deel van Jupiter met een storm op het noordelijk halfrond, gefotografeerd op 25 oktober 2017

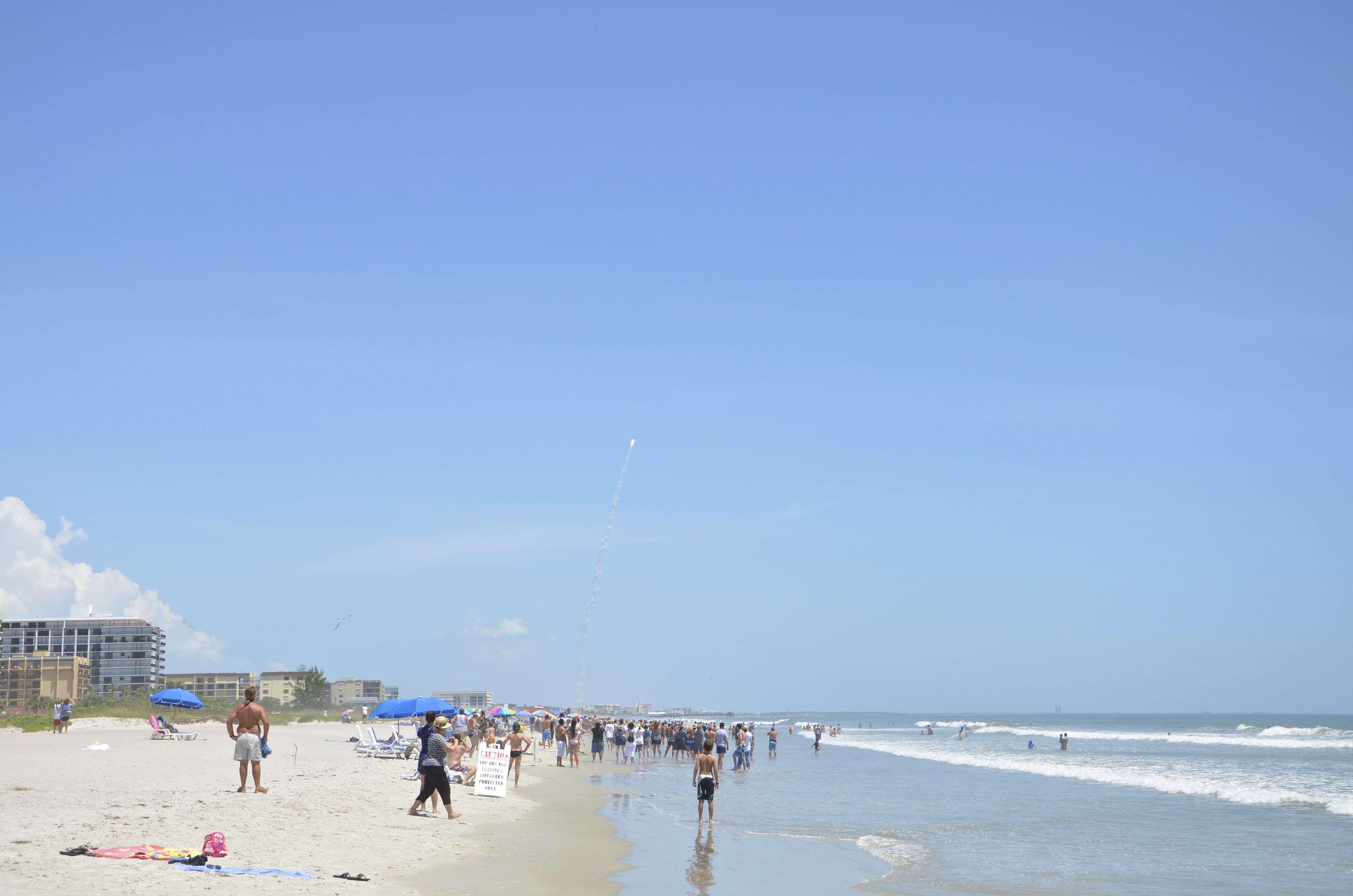
Lancering van Juno, gezien vanaf een zuidelijk gelegen strand

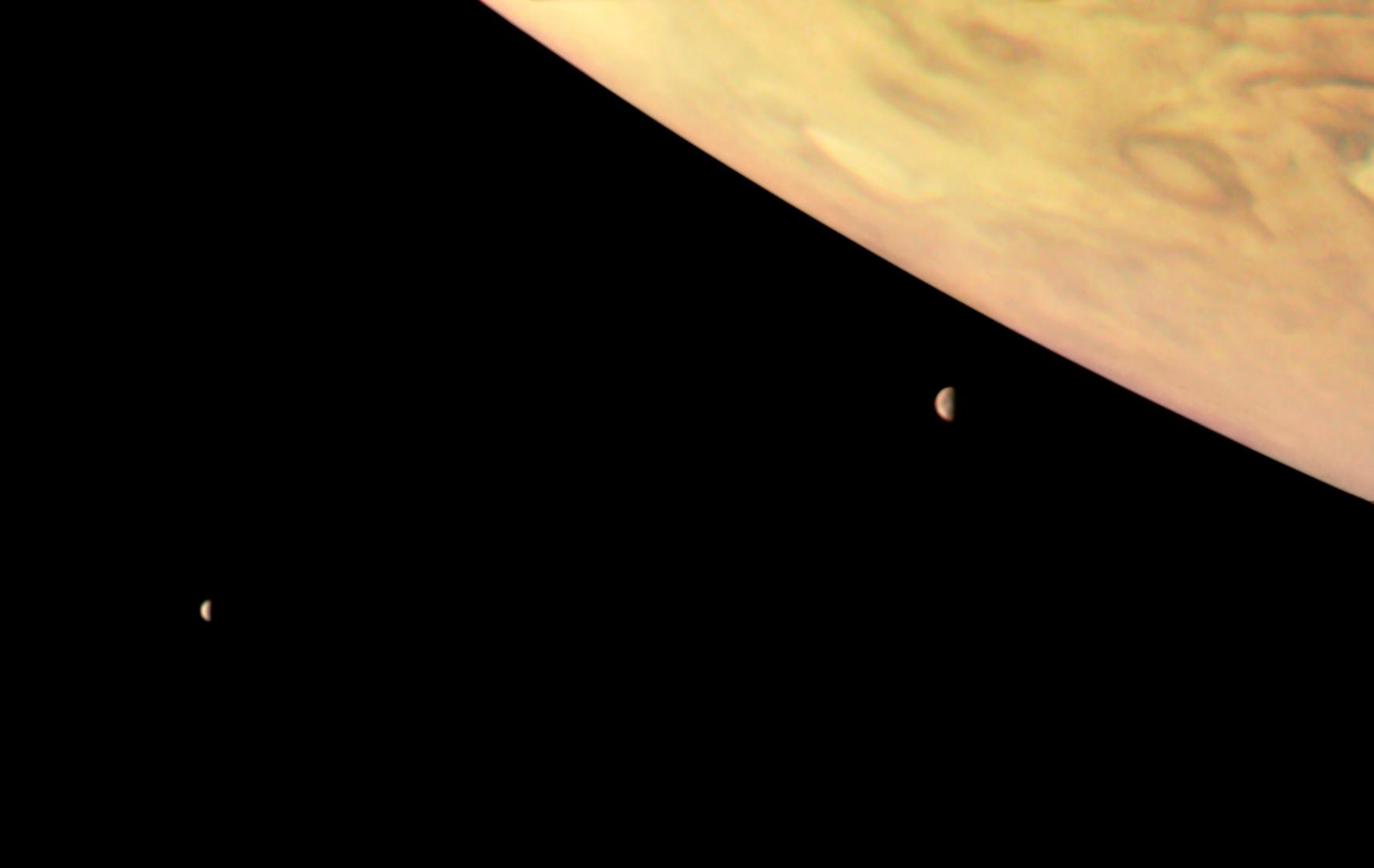
Jupiter met twee van zijn manen. Uiterst links Europa vanaf een afstand van 730.000 km tot Juno, met een resolutie van 492 km per pixel. Dichter bij de planeet staat Io, op 481.000 km afstand bij een resolutie van 324 km per pixel. De sonde bevond zich 27.516 km boven het Joviaanse wolkendek.

Juno is een Amerikaanse onbemande ruimtevlucht naar de planeet Jupiter, gelanceerd 5 augustus 2011. Deze sonde is het tweede ruimtevaartuig uit NASA's New Frontiers-programma. Sinds 2016 vergaart Juno vanuit een polaire baan informatie over de planeet. In 2021 werd de missie verlengd tot 2025.

## Missie achtergrond
De gangbare theorie over het ontstaan van het zonnestelsel gaat uit van een grote stof- en gaswolk, waaruit zich de zon en planeten vormden. Jupiter bestaat net als de zon hoofdzakelijk uit waterstof en helium; ze is dus vrij vroeg ontstaan uit overgebleven materiaal waaruit de zon ontstond. Hoe dit proces zich precies afspeelde is echter onduidelijk. Verzamelde een zware planeetkern door inwerking van zwaartekracht steeds meer stof en gas om zich heen, of stortte een onstabiel gebied binnen de nevel ineen en vormde Jupiter zich op deze wijze? Daarnaast is belangrijk welke rol ijzige planetensimalen en protoplaneten in het proces van planeetvorming speelden, evenals hun chemische samenstelling.

## Wetenschappelijke doelstellingen
- Bepalen van de hoeveelheid water die zich in de atmosfeer van Jupiter bevindt. Hierdoor kan ook de theorie van de vorming van Jupiter bestudeerd worden (of desnoods kan een nieuwe theorie zich opdringen).
- Diep in de atmosfeer kijken om de samenstelling, temperatuur, wolkformaties en andere eigenschappen waar te nemen.
- In kaart brengen van het magnetisch en zwaartekrachtsveld om inwendige samenstelling te weten te komen.
- Waarnemen van de magnetosfeer in de buurt van de polen, vooral de aurora's (noorder- en zuiderlicht) die nieuw inzicht verschaffen over hoe het sterke magnetische veld van Jupiter diens atmosfeer beïnvloedt.

## Opbouw

### Afmetingen, massa en kosten
Juno bestaat uit een tweedeks hexagonale cilinder met een lengte van 4,50 m bij een diameter van 3,50 m. De sonde heeft tijdens lancering een massa van 3625 kg. Met uitgeklapte zonnepanelen bedraagt de spanwijdte ongeveer 20 m. Bovenop zit de schotelantenne; de wetenschappelijke instrumenten zitten aan de buitenkant. De binnenkant herbergt de tanks voor brandstof, oxidatiemiddel en drijfgas en vluchtgeleiding.
De sterke straling rond Jupiter maakt een stralingsschild onmisbaar om bepaalde technische componenten (zoals communicatie en boordcomputer) te beschermen. In het bovenste cilindergedeelte zit deze gevoelige apparatuur veilig opgeborgen in een titanium kluis van 80 × 80 × 60 cm met wanden tot een cm dikte en een massa van 180 kg. Juno maakt gebruik van gangbare ruimtevaarttechnologie. Dit drukt de kosten, die zo'n 850 miljoen euro bedragen. De kluis beperkt de stralingsdosis waaraan de instrumenten blootstaan tot 25.000 Krad; de instrumenten zijn berekend op het dubbele. Het bovendek van JUNO ontvangt tijdens de missie naar verwachting 11 Mrad. Bovendien moest de kluis grote temperatuurverschillen weerstaan tijdens zijn reis. Dicht bij de zon draaide Juno zijn schotelantenne ernaartoe om de instrumenten aan boord tegen overmatige warmte te beschermen.

### Energievoorziening
Eerdere missies voorbij Mars waren voor elektriciteit aangewezen op RTG's. Door verbeterde zonnecellen kunnen deze bij moderne Jupitervluchten achterwege blijven. Juno beschikt over drie zonnepanelen met gallium/arseen cellen, verdeeld over elf groepen. Twee panelen met vier; de derde slechts drie, aangezien hier wetenschappelijke apparatuur op een mast aan het uiteinde is bevestigd. Deze zonnecellen zijn vergeleken met twintig jaar terug 50% efficiënter en beter bestand tegen kosmische straling. Maar in de omgeving van Jupiter is zeer weinig zonlicht; Jupiter staat vijf maal verder van de zon af dan de Aarde en ontvangt slechts 4% van het zonlicht op Aarde. De afmetingen van de panelen zijn daarom aanzienlijk. Twee panelen zijn 8,90 m lang en 2,90 m breed; de derde is 2,091 m breed door technische beperkingen van de draagraket. Tijdens lancering was elk paneel ingeklapt in vier scharnierende segmenten. Een dikke laag glas beschermt de cellen tegen Joviaanse straling. Het opgewekte vermogen bedraagt in de buurt van Jupiter 460 à 490 W tijdens aankomst. Op het einde van de missie bedraagt dit 420 W. Tijdens de ontwerpfase is reeds ingecalculeerd dat een redelijke mate van uitval van zonnecellen te verwachten is door de sterke straling. De panelen kunnen enigszins worden bijgesteld, om het wijzigende zwaartepunt te corrigeren. Dit geschiedt tijdens manoeuvres, als de sonde brandstof verbruikt. Twee lithium-ion-accu's met een capaciteit van 55 Ah dienen als reserve. Alleen tijdens passage van de Aarde bevond Juno zich gedurende tien minuten in de schaduw. De rest van de missie zijn de panelen voortdurend op de zon gericht.

### Voortstuwing
Juno heeft geen reactiewielen ter stabilisatie. In plaats daarvan draait het vaartuig om zijn as. Dit varieert van een tot vijf keer per minuut, naargelang de missiefase. Voor standregeling en kleine koerscorrecties vertrouwt Juno op twaalf stuurraketjes. De hoofdmotor levert 645 N stuwkracht. De bolvormige tanks met hydrazine en distikstoftetraoxide worden enige weken voor manoeuvres opgewarmd tot bedrijfstemperaturen. Dit voorkomt tevens bevriezing van leidingen. Een beweegbaar schild tegen micrometeorieten klapt enige dagen voor ontbranding weg en draait daarna weer terug om de motor te beschermen.

### Processor
De RAD750 met 256 MB flashgeheugen en 128 MB DRAM is speciaal ontworpen om in een omgeving met hoge straling te functioneren. Het bewees reeds zijn bestaansrecht tijdens de missie van het Mars Science Laboratory. Vergeleken met gangbare processoren kan het ding niet veel, maar is zeer betrouwbaar. Een RAD750 blijft werken in een omgeving met een miljoen maal zoveel straling als dodelijk is voor een mens. Statistisch kan een RAD750 vijftien jaar lang functioneren in de ruimte zonder dat menselijk ingrijpen tijdens een noodgeval is vereist.

### Wetenschappelijke instrumenten
Juno is uitgerust met:

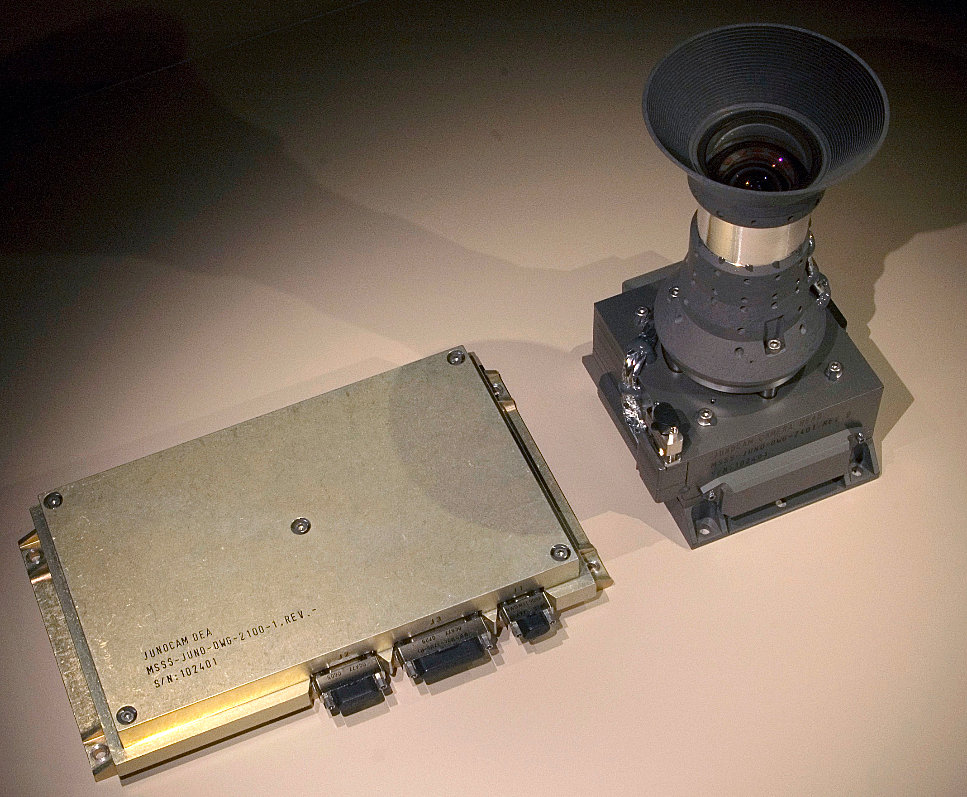
JunoCam maakt foto’s van Jupiter.

- JunoCam (JNC), een camera voor kleurenopnamen met gemiddelde resolutie en een brandpuntsafstand van 11,7 mm. Deze maakt gebruik van een CMOS chip van 11,84 × 8,88 mm met een pixelgrootte van 7,4 µm. De resolutie bedraagt 1600 × 1200 pixels en JunoCam beschikt over vier filters. Het RGB filter benut een blauw (420–520 nm), groen (500–600 nm) en rood/IR (600–800 nm) filter voor kleurenopnamen. In RGB bedraagt het blikveld 4,64 × 58°. Daarnaast maakt JunoCam opnamen op 890 nm voor onderzoek naar de aanwezige hoeveelheid methaan in de Joviaanse atmosfeer. In deze modus heeft de camera een blikveld van 10,2 × 58°. De belichtingstijd varieert van 12,5 μs in zichtbaar licht tot 0,5 seconde bij onderzoek naar methaan. Tijdens perijovum bedraagt de resolutie 15 km per pixel, wat zoomopnamen van de Joviaanse dampkring en foto’s van poollicht mogelijk maakt. Tijdens poolpassages vult Jupiter ruwweg het gehele blikveld van de camera. Tijdens apojovum is de planeet slechts 75 pixels groot. Waarneming van Jupiters manen is problematisch door de relatief geringe afmetingen daarvan en de grote afstand tot Juno. JunoCam zal hoofdzakelijk opnamen maken dicht bij Jupiter. Foto’s maken moet echter vroeg tijdens de missie geschieden. Het hoge stralingsniveau beperkt de levensduur van JunoCam tot zeven omwentelingen; mogelijk is dit te pessimistisch ingeschat en gaat de camera langer mee. Per omwenteling kan Juno maximaal 40 MB aan opnamen overseinen. Afhankelijk van de gekozen compressietechniek (JPEG) betekent dit dat NASA een tiental tot 1000 foto’s per omloopbaan ontvangt.
- Magnetometer (MAG), die een gedetailleerde driedimensionale kaart van Jupiters magnetosfeer maakt. Deze is aan het uiteinde van een der zonnepanelen bevestigd, om beïnvloeding van metingen door Juno zoveel mogelijk uit te sluiten. Het door Juno zelf opgewekte magnetisch veld wordt afgetrokken van de metingen, zodat de veldsterkte van de planeet nauwkeurig kan worden bepaald.
- UV spectrograaf (UVS), voor opnamen op een golflengte van 70–205 nm. Dit instrument bekijkt de oorsprong en kenmerken van het poollicht. Het heeft een vermogen van 9 W en een massa van 21,5 kg. Een spiegel kan van +30 tot −30° zwenken, loodrecht op de draaiingsas van Juno, om specifieke kenmerken van het poollicht waar te nemen. De spiegels zijn gecoat met aluminium met een magnesiumfluoride coating er overheen, om zoveel mogelijk licht boven 100 nm op te vangen.
- Detector voor geladen deeltjes (JEDI). Deze heeft een massa van 6,4 kg, waarvan 5 kg bestemd als stralingsschild. JEDI meet geladen deeltjes en hun wisselwerking met de Joviaanse magnetosfeer. Het onderzoekt de poolomgeving met het accent op de processen die bij het krachtige poollicht een rol spelen.
- JADE benut mede door JEDI en UVS verzamelde gegevens. Dit instrument onderzoekt de deeltjes en processen die zijn betrokken bij vorming van het sterke poollicht.
- JIRAM combineert een infraroodcamera en een spectrograaf voor het maken van hoge resolutieopnamen. Het heeft een massa van 8 kg en verbruikt 16,7 W. JIRAM onderzoekt de atmosfeer en poollicht tussen 2 en 5 µm. Afhankelijk van de samenstelling van de Joviaanse atmosfeer, kan dit instrument tussen 0,2 en 3 tot 10 bar diep in de atmosfeer kijken. Op 3,4 µm detecteert het uitbarstingen van poollicht; op 4 tot 5 µm neemt het wolken in de bovenste atmosfeerlagen waar.
- Waves bekijkt radio- en plasmagolven in de Joviaanse magnetosfeer voor een beter begrip van de wisselwerking tussen magnetisch veld, magnetosfeer en atmosfeer.
- Radiometer (MWR), om de atmosfeer onder de wolkentoppen te onderzoeken. Het bekijkt de opbouw, luchtstromingen en samenstelling tot een diepte van 550 km in de atmosfeer. Op die hoogte bedraagt de luchtdruk 1000 atm. MWR bepaalt de hoeveelheid water en ammoniak in de atmosfeer. MWR bestaat uit zes afzonderlijke radiometers, uitgerust met een eigen antenne en ontvanger. Zoekfrequenties zijn 600 MHz, 1,2 GHz, 2,4 GHz, 4,8 GHz, 9,6 GHz en 22 GHz
- Zwaartekrachtmetingen (GS), om het beeld waaruit Jupiter is opgebouwd te verfijnen. Gedetailleerde metingen van het zwaartekrachtveld bieden een blik op de interne opbouw van Jupiter, die ligt verscholen onder het dikke wolkendek. Lokale minieme verschillen in zwaartekracht versnellen of vertragen Juno. Dit effect op teruggezonden radiosignalen is meetbaar voor grondstations.

## Vluchtverloop
Juno werd op 5 augustus 2011 om 16:25 uur UTC gelanceerd met een Atlas V draagraket vanaf lanceercomplex 41 op het Cape Canaveral Air Force Station en in een baan om de zon gebracht, die enigszins afweek van de baan waarmee de aarde om de zon draait.
Op 8 augustus 2013 was Juno halverwege de reis en had deze daarbij al 1.415.794.248 km (of 9.464 AE) afgelegd.
Op 9 oktober 2013 kwam Juno dicht langs de aarde om vervolgens met behulp van een zwaartekrachtsslinger door de aarde extra snelheid te verkrijgen en naar Jupiter gekatapulteerd te worden. Na een reis van zo'n vijf jaar is deze op 4 juli 2016 in een polaire satellietbaan rond de planeet Jupiter terechtgekomen.

### Afremmanoeuvre
Op 20 juni klapte het schild voor de hoofdmotor opzij. Een week later warmde de brandstoftank op en openden de ventielen naar de raketmotor zich. Op 28 juni bracht Juno het brandstofsysteem onder druk en schakelde op 29 juni alle wetenschappelijke instrumenten uit. Op 5 juli 2:02 uur UTC voerde de sonde de laatste standcorrecties uit en verhoogde zes minuten later zijn rotatiesnelheid, waarna om 2:30 uur de raketmotor ontbrandde. Om 3:05 uur schakelde de verkenner zijn motor uit en sloot de brandstofventielen; twee minuten later bracht Juno zijn rotatiesnelheid weer terug. Om 3:19 uur richtte het toestel zijn zonnepanelen weer optimaal op de zon. De eerste telemetrie na de afremmanoeuvre geschiedde om 3:28 uur. Het DSN op Aarde ontving deze 48 minuten later, om 4:16 uur.

### Omloopbaan

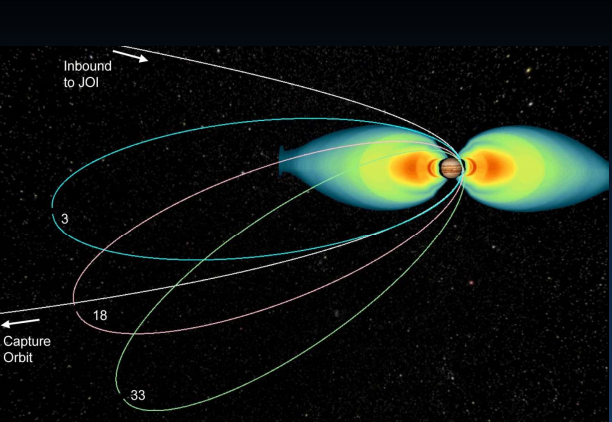
De banen van Juno om Jupiter en door de stralingsgordels. Gedurende de missie krijgt Juno steeds meer straling te verwerken.

Deze baan is zo uitgekiend dat Juno altijd met de zonnepanelen naar de zon gericht is, en dus nooit in de schaduw van Jupiter terechtkomt. Daarnaast zorgt deze baan er ook voor dat Juno tijdens de eerste omlopen maar een zeer korte tijd binnen de stralingsgordels van Jupiter verblijft en dan in een grote ellipsvormige baan om de stralingsgordels heen gaat en dus weer een grote afstand van Jupiter neemt.
Van daaruit zal Juno (na enige maanden testen) onderzoek doen naar het zwaartekrachtsveld, het magnetisch veld en de magnetosfeer van de planeet. Ook zullen de rotskern van Jupiter, de verdeling van de massa door de planeet, de samenstelling van de gassen en de windbewegingen onderzocht worden. Mogelijk biedt dit een beter inzicht in het ontstaan van de planeet.
Een omloop rond Jupiter zou in eerste instantie 53 dagen in beslag nemen. Baancorrecties moesten de omlooptijd uiteindelijk terugbrengen tot 14 dagen. Het was de bedoeling dat Juno 37 banen rond de planeet zou beschrijven. Op 20 februari 2018 zou de missie eindigen, waarna Juno in de atmosfeer van Jupiter moest verbranden. Dit om biologische verontreiniging van Jupiters manen te voorkomen.

### Opnames van Rode Vlek

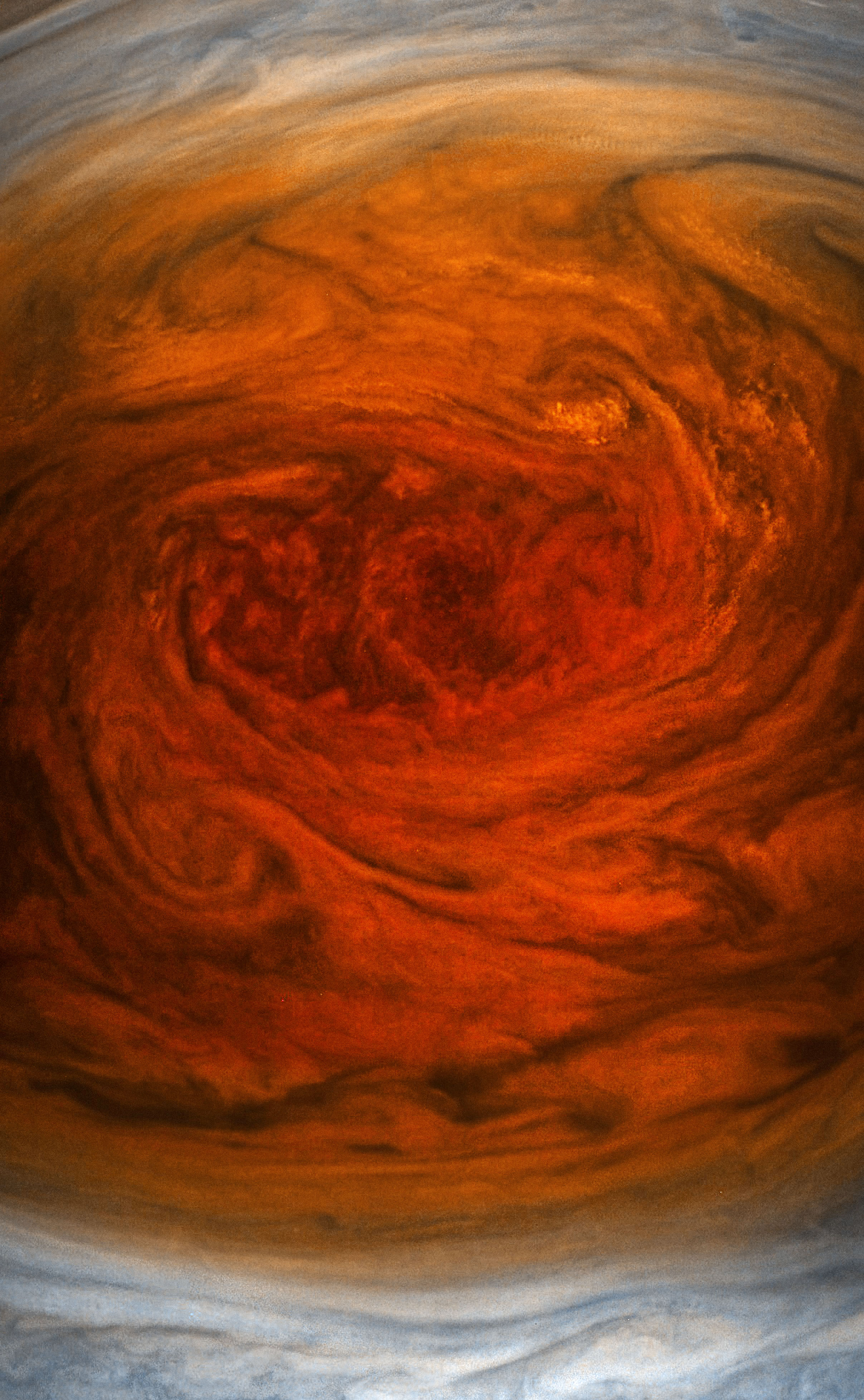
Jupiters Grote rode vlek, vanaf ± 9.000 km afstand.

Op 10 juli 2017 passeerde Juno Jupiter op een hoogte van ongeveer 9.000 km en fotografeerde de Rode vlek. Deze opnames waren veel gedetailleerder dan die van Voyager 1 en Galileo. Die sondes verrichtten hun waarnemingen vanaf veel grotere afstand.

## Technische problemen
Iets meer dan dertien uur voor het tweede perijovum op 19 oktober 2016 schakelde Juno onverwachts terug naar de veiligheidsmodus. De boordcomputer schakelde alle wetenschappelijke instrumenten uit; tevens werden enkele andere niet-essentiële onderdelen van het ruimtevaartuig uitgeschakeld om stroom te sparen. Vervolgens controleerde de computer of de zonnepanelen optimaal op de zon waren gericht. Door deze (standaard)procedure tijdens technische storing verzamelde Juno geen wetenschappelijke gegevens tijdens tweede perijovum. Op 24 oktober schakelde Juno op commando van de grond uit veiligheidsmodus en ondervond daarbij geen problemen. Een dag later voerde Juno een baancorrectie uit via de stuurraketjes. Oorzaak van het probleem was een fout in het dataverkeer tussen JIRAM en andere delen van het toestel. Daarom bleef JIRAM uitgeschakeld tijdens het perijovum van 11 december. De vluchtleiding wenste geen herhaling van het voorval; er werd een patch geschreven voor de boordcomputer.
Een voor 19 oktober 2016 geplande manoeuvre om de omlooptijd te verkorten tot twee weken stelde NASA al eerder uit. Oorzaak hiervan waren twee heliumventielen. Deze moesten zich normaal gesproken in enige ogenblikken openen. Juno rapporteerde echter dat dit ettelijke minuten in beslag nam. Deze ventielen spelen een belangrijke rol bij gebruik van de hoofdmotor. De PRM (Period Reduction Maneuver) werd met minstens een omloop uitgesteld. Het optimale moment hiervoor is tijdens perijovum. Ondertussen onderzocht NASA een mogelijke samenhang van Juno's motorprobleem met dat van Intelsat 33e, die met soortgelijke mankementen kampte. Op 17 februari 2017 besloot NASA de manoeuvre definitief niet meer uit te voeren.
Het onverwachte afstel van de manoeuvre had tevens zijn weerslag op het waarnemingsprogramma van enkele maantjes. In zijn elliptische polaire baan is de sonde meestal ver verwijderd van het equatoriale vlak waarin Jupiters manen zich bewegen. Het perijovum valt ver binnen de banen van de grootste manen, het apojovum ligt buiten de baan van Callisto. Het vaartuig kan onder andere JNC, JIRAM, en UVS op de manen richten, om ze tot op een afstand van enige honderdduizenden kilometers te onderzoeken. Wel kent dit beperkingen: de instrumenten kunnen slechts in beperkte mate van nadir wegdraaien. De motorperikelen maakten alle zorgvuldig berekende tijdstippen voor rendez-vous met de manen nutteloos. Andere mogelijkheden tot maanonderzoek hangen af van het verdere missieverloop. Op 7 juni 2021 maakte Juno opnames van Ganymedes. De resolutie van JunoCam bedroeg voor deze foto's 1 km per pixel. Tevens legde een camera van het navigatiesysteem de van de Zon afgekeerde zijde van de maan in zwart/wit vast, met een resolutie van 600 à 900 m per pixel. Deze gedetailleerde opnames tonen donkere en heldere gebieden, kraters en kenmerken van breuklijnen.
In een hogere baan blijft Juno verder van Jupiter en ontvangt minder straling, met een gunstig effect op de levensduur van de instrumenten. Dit bood de mogelijkheid om na februari 2018 de missie te verlengen, maar had een keerzijde. In november 2019 zou Juno zich gedurende zes tot tien uur in Jupiters schaduw bevinden. De sonde zou zo de accu uitputten en bevriezen door de sterke temperatuurdaling aan boord. Dit zou hoogstwaarschijnlijk het einde van de missie betekenen. Eind september 2019 voerde de sonde daarom een koerscorrectie uit, die 10½ uur beslag nam en 73 kg brandstof kostte. Juno benutte daarvoor niet de hoofdmotor, maar de stuurraketten. De manoeuvre slaagde en Juno's missie kon doorgaan.
In de originele planning liep het budget voor de missie maar tot juli 2018. NASA verlengde op 8 juni 2018 de vlucht aanvankelijk met drie jaar en de analyse van data zou daarna nog een jaar doorgaan.

## Verlenging missie

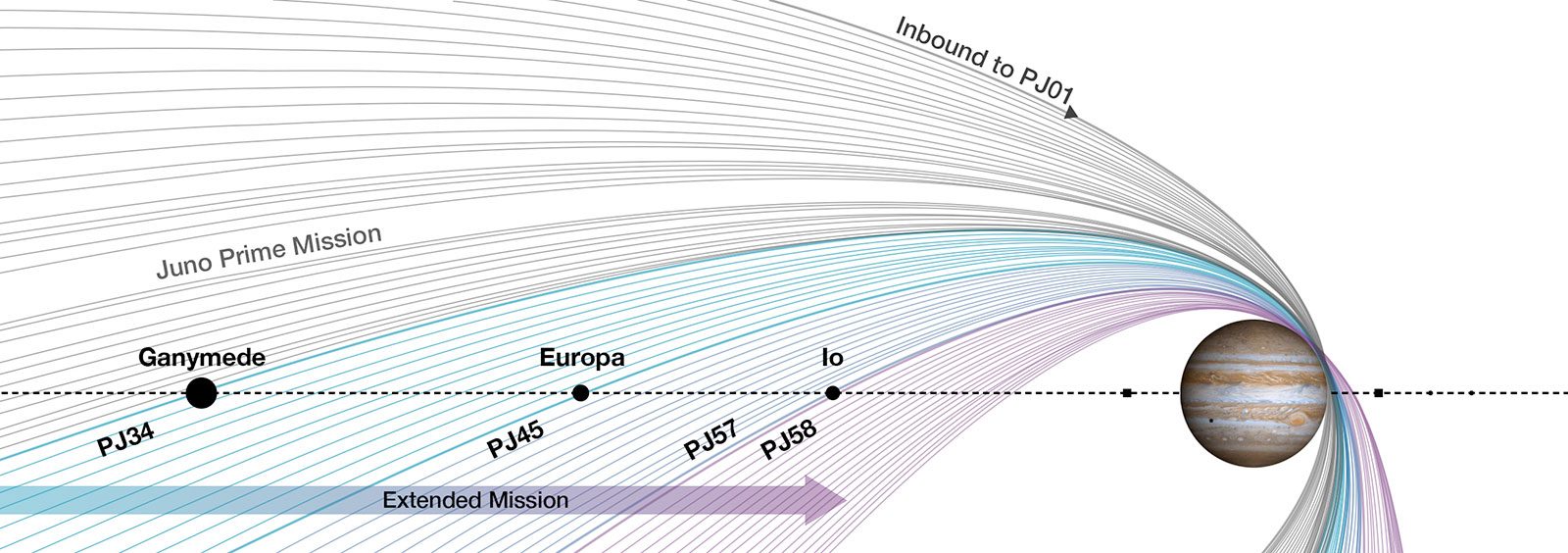
Verlengde missie tot 2025

In juli 2021 eindigde de oorspronkelijke missie van 34 banen om Jupiter. Begin januari 2021 besloot de NASA echter, op advies van een onafhankelijke commissie, om de missie te verlengen tot uiterlijk september 2025. Deze tweede missie moet onder meer onderzoek naar enkele manen en de aurora van Jupiter omvatten. De mogelijkheid voor deze tweede verlenging ontstond nadat NASA afzag van het verlagen van Juno's omloopbaan. Dit bood meer mogelijkheden tot verder onderzoek.

## Trivia
- Om de aankomst van Juno bij Jupiter onder de aandacht te brengen liet NASA een twee minuten durend filmpje in de stijl van een sciencefiction-thriller-trailer maken.[25] Ook bracht Google een doodle uit ter viering van het bereiken van Jupiter.[26]
- China heeft de signalen van Juno gebruikt om hun ontvangstinstallatie voor deep space communicatie te testen.[27]